# Bataille d'Helena
Guerre de Sécession
Batailles
Campagne de Vicksburg
- Grand Gulf
- Snyder's Bluff
- Port Gibson
- Raymond
- Jackson
- Champion Hill
- Big Black River Bridge
- Milliken's Bend
- Young's Point
- Lake Providence
- Richmond
- Goodrich's Landing
- Helena
- Vicksburg
- Expédition de Jackson

La bataille d'Helena est une bataille terrestre de la guerre de Sécession qui s'est déroulée le 4 juillet 1863, à Helena (Arkansas). La bataille est une tentative confédérée de faire baisser la pression sur la ville assiégée de Vicksburg. La victoire sécurise l'Arkansas oriental pour les États-Unis

## Prélude
Le lieutenant général Theophilus Holmes, commandant le district de l'Arkansas, planifie une attaque coordonnée sur trois côtés sur les formidables fortifications fédérales autour d'Helena pour faire tomber la pression sur Vicksburg et pour empêcher Helena d'être utilisée comme une base pour d'autres attaques en Arkansas. Holmes écrit au général Kirby Smith, commandant le département du Trans-Mississippi, et reçoit l'autorisation d'attaquer Helena.
L'infanterie sous le commandement du major général Sterling Price et la cavalerie sous celui du brigadier général John Marmaduke partiront de Jacksonport pour les environs d'Helena. Price et Marmaduke se joindront à l'infanterie en dehors de Little Rock, sous les ordres du brigadier général James Fagan. Holmes, accompagné par le gouverneur de l'Arkansas Harris Flanagin, part pour Helena pour prendre personnellement le commandement de l'attaque.
Le major général enjamin Prentiss, commandant le district de l'Arkansas oriental, a ses quartiers généraux situés à Helena avec environ 20000 hommes. Le brigadier général Frederick Salomon commande une division du 13th Corps (en) et est responsable des forces qui arment les défenses d'Helena, une ville portuaire du fleuve Mississippi à l'extrémité de Crowley's Ridge (en) et entourée de collines escarpées coupées par des ravins fortement touffus. Quatre batteries d'artillerie avec des parapets et des trous d'hommes (rifle pits) sont placés en demi-cercle autour de la ville. De plus, l'USS Tyler (en), une canonnière de type « timber-clad » est affectée pour soutenir Prentiss.
Prentiss apprend qu'une attaque est en route et travaille activement à retarder le mouvement des confédérés en coupant des arbres. Helena elle-même est surpeuplée par les troupes fédérales et souffre d'un déficit d'habitations et d'installations sanitaires. Les soldats qui l'occupent surnomme la ville « Enfer en Arkansas ». Juste avant la bataille, un grand nombre de troupes sont transférées vers Vicksburg pour renforcer le siège de cette ville. Ce transfert laisse seulement environ 4 000 soldats de l'Union pour protéger l'enclave fédérale d'Helena.

## Forces en présence

### Union
Ordre de bataille de l'Union

### Confédération
Ordre de bataille de la Confédération

## Bataille
Holmes planifie une attaque à l'aube avec 1 700 cavaliers démontés de Marmaduke attaquant Rightor Hill fortifiée au nord ouest et capturant la batterie d'artillerie (en) stationnée là. 1 300 hommes de Fagan doivent capturer Hindman's Hill au su-ouest de la ville. Le brigadier général Lucius Walker reçoit la tâche de garder le flanc de Marmaduke et d'empêcher les renforts de l'Union d'atteindre Rightor Hill. L'attaque principale, cependant, se déroulera au centre avec les 3 100 hommes de Sterling Price capturant Graveyard Hill et la batterie la protégeant.
L'assaut de Marmaduke rapidement se déroule mal et commande à prendre des tirs d'artillerie et d'armes de petits calibres sur son flanc gauche. Walker est supposé intervenir pour Marmaduke, mais échoue à venir en raison de la menace qui pèse sur les propres positions. L'échec de Walker mènera à une effusion de sang entre Marmaduke et Walker qui se terminera lors d'un duel sanglant lors de la campagne de Little Rock. Les éléments au sud-ouest et au centre de l'attaque confédérée souffrent aussi ordres mal-interprétés et les communications interrompues. Fagan et Price échouent à coordonner leurs attaques en raison de l'ordre vague de Homes d'« attaquer au lever du jour ». Price interprète cet ordre comme une attaque au lever du jour et Fagan l'interprète comme au premières lueurs.
Fagan est surpris de voir son attaque sur Hindman Hill subir un barrage d'artillerie à partir de Graveyard Hill. Fagan avait escompté que Price soit déjà engagé avec cette batterie. L'artillerie de Fagan n'a pas été capable d'atteindre le champ de bataille en raison des arbres abattus bloquant la route. Fagan n'a pas d'artillerie disponible pour réduire au silence les canons fédéraux et n'a d'autre choix que l'ordonner à ses troupes d'essayer de prendre la colline sous les tirs d'artillerie. Les hommes de Fagan atteignent le sommet de la colline et parviennent à capturer les fortifications extérieures mais sont cloués au sol à proximité du sommet par deux batteries de l'Union.
L'assaut de Price sur le centre des lignes de l'Union ne débute qu'environ une heure après le début de l'attaque de Fagan. Les hommes de Price chargent les lignes fédérales mais sont repoussées par un tir d'artillerie concentré provenant des batteries et de l'USS Tyler. Les confédérés de Price font deux charges désespérées de plus avant de réussir à capturer les canons sur Graveyard Hill. Price tente de retourner les canons contre les fédéraux qui restent mais s'aperçoit que les canons ont été rendus inutilisables avant d'être pris.
Les confédérés ont obtenu quelques succès malgré les problèmes de communications. Fagan tient la plupart des fortifications au sud-ouest et Price tient les hauteurs au centre les lignes de l'Union. Holmes arrive sur Graveyard Hill et échoue à pousser son avantage. Holmes semble incapable de décider s'il doit soutenir Marmaduke sur son flanc gauche, Fagan sur son flanc droit, ou pousser son avantage au centre et, à la place, donne une série d'ordres confus qui aboutissent à des mesures partielles qui ne parviennent pas à retourner la situation sur l'une des trois positions.
Les confédérés exposés sont ciblés par tous les canons restant sur le champ de bataille et par les canons lourds du Tyler. À 10 heures 30, Holmes se rend compte que sa position est détériorée et qu'il ne pourra obtenir d'autre avancée. Une retraite générale est ordonnée, et l'attaque sur la base de l'Union a échoué.

## Conséquences

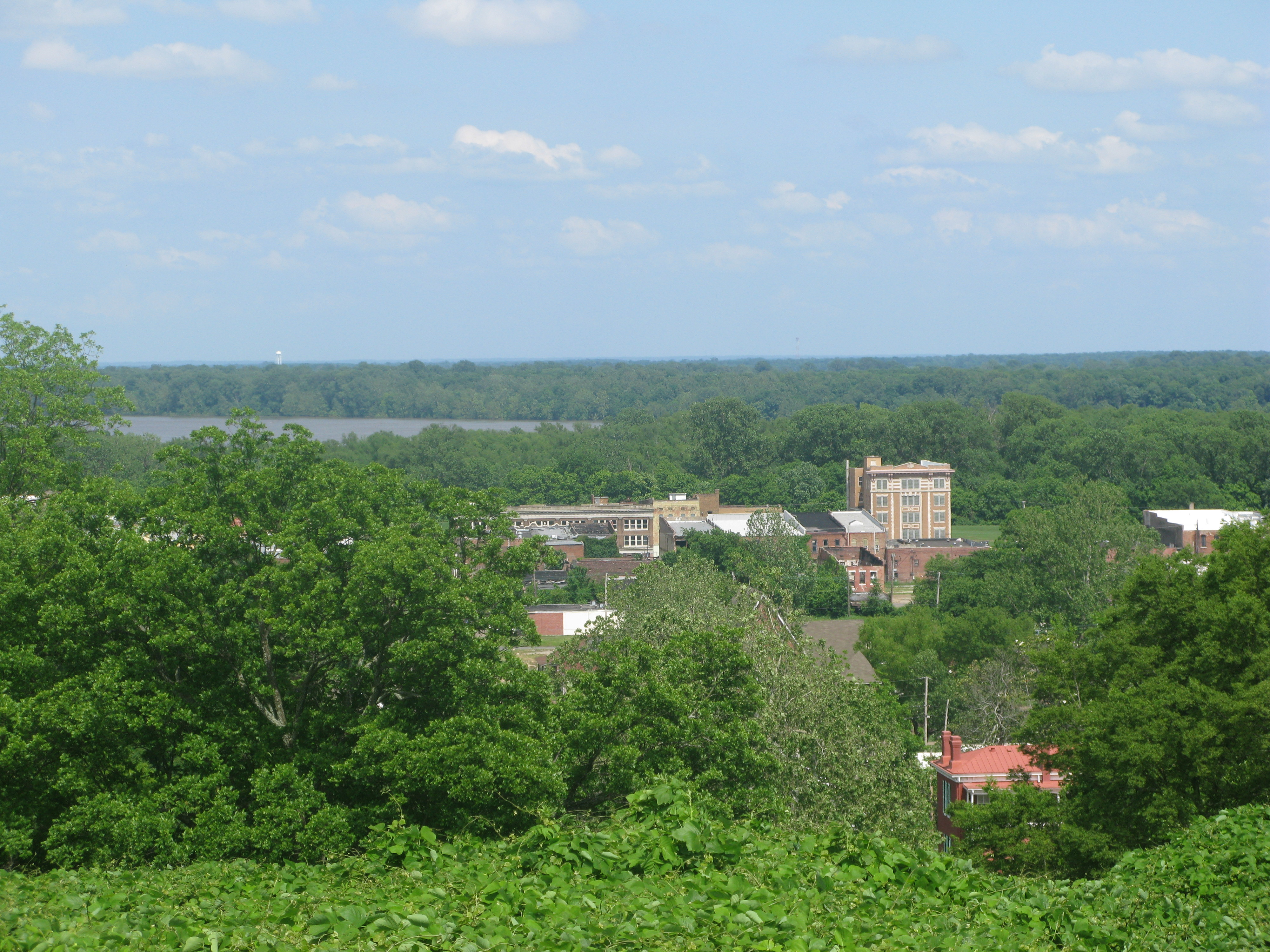
Vue moderne à partir de Graveyard Hill

La bataille d'Helena fait 239 pertes pour l'Union et 1 614 pour les confédérés. N'étant plus menacée, Helena devient une enclave importante sur le fleuve Mississippi et deviendra la base pour la campagne réussie pour la capture de Little Rock, Arkansas, plus tard dans l'année. Les quatre batteries défendant Helena sont répertoriées dans le Registre national des lieux historiques, et la batterie C, la batterie capturée par les forces confédérées sur Graveyard Hill, est maintenant un parc de la ville.